# Felix Pherson
Felix Pherson, född 16 november 1993 i Rättvik, är en svensk bandyspelare, som sedan säsongen 2017/2018 spelar för Villa Lidköping BK.